# Dalton Moreira Neto
Dalton Moreira Neto (Rio de Janeiro, 5 febbraio 1990) è un ex calciatore brasiliano, di ruolo difensore.